# It from Qubit
Pour les articles homonymes, voir IFQ.
Le projet It from Qubit (IfQ) réunit plusieurs fois par an, sur plusieurs sites géographiques en parallèle, des centaines de chercheurs dans une organisation transdisciplinaire internationale. Ces chercheurs sont pour la plupart physiciens et/ou informaticiens spécialisés dans ou intéressés par la physique quantique.
Le it représente l'espace-temps des physiciens. Le qubit représente la plus petite quantité d'information quantique (C'est l'analogue quantique du bit de l'informatique).
L'objectif du projet est de réfléchir à de nouvelles idées relatives à la définition d'une théorie quantique de la gravitation compatible avec la physique quantique et avec la relativité générale.
L'expression "It from qubit" est apparue, pour la première fois, en 2000, dans l'article de Paola Zizzi intitulé "Quantum Computation toward Quantum Gravity", et a été présenté comme contribution au 13th "International Congress in Mathematical Physics (ICMP 2000)". L'article fut ensuite publié en 2001 dans la revue General Relativity and Gravitation

## Historique

### Genèse du nom
Dans les années 1990, le physicien John Wheeler a émis l'idée qui s'est rapidement popularisée selon laquelle l'univers serait construit à partir d'informations. Le concept de It from bit était né. Pour ce chercheur la physique est décrite au niveau le plus fondamental à partir d'information binaire : le bit.
Vingt ans plus tard, avec l'avancée de l'informatique quantique qui a proposé le concept de Qubit l'idée originelle s'est translatée vers la notion de It from Qubit.

### Session IfQ juillet 2016
La session It from Qbit "IfQ" qui s'est déroulée à l'institut Perimeter de physique théorique, situé à Waterloo (Canada), en juillet 2016 a accueilli 200 participants environ. Ils ont animés six sessions en parallèle dans plusieurs universités.

## Les axes de recherche
Les travaux portent sur :
- Réconciliation entre la relativité générale qui décrit la dynamique de l'espace-temps et la physique quantique qui régit le modèle standard des particules et de leurs interactions (Théorie du tout).
- Théorie quantique de la gravitation.
- Informatique quantique.
- Relation entre information quantique et  gravitation quantique.
- Intrication quantique.
- ER = EPR.
- Théorie des cordes.

## Soutiens et mécénats
- La Fondation Simons, organisme privé qui soutient la recherche scientifique, finance une collaboration de chercheurs[7].

## Critiques
Quelques chercheurs sceptiques font remarquer que « le projet repose sur des fondements irréalistes ». Comme un axe de recherche privilégie l'hypothèse d'un « tableau simplifié plus facile à manipuler et sur lequel il sera toujours temps de greffer de la complexité une fois la compréhension acquise », d'autres évoquent l'impossibilité de valider ce modèle simplifié pour décrire le fonctionnement de l'univers réel.

### Liens Externes
- « Demain, l'ordinateur quantique : lecture d'un qubit », sur CEA, 23 mars 2010 (consulté le 29 septembre 2017)
- (en) « Giacomo Mauro D’Ariano », sur qubit.it/ (consulté le 19 février 2018)
- (en) « It from Qubit: People », sur Simons Foundation (consulté le 29 septembre 2017)
- (en) « It from Qubit », sur Simons foundation (consulté le 19 février 2018).
- (en) « It from Qubit », sur Stanford University (consulté le 19 février 2018).
- (en) « It from Qubit », sur Perimeter Institute for theoretical physics (consulté le 19 février 2018).